# Кухаренко Яків Герасимович
Я́ків Гера́симович Кухаре́нко (нар.1799/1800 — †26 вересня 1862) — класик української кубанської літератури, генерал-майор російської армії, з 1851 по 1852 рр. —  наказний отаман Азовського козацького війська, з 1852 по 1856 рр. — наказний отаман Чорноморського козацького війська, кавалер орденів Святого Георгія IV ступеня, Святого Володимира III і IV ступенів (останній із стрічкою), Святої Анни ІІ ступеня, Святого Станіслава І і ІІ ступенів. У літературі виступав як драматург, поет, прозаїк та етнограф.
Людина освічена, хоробрий воїн, вправний адміністратор, талановитий письменник.

## Життєпис
Народився на Кубані в станиці Медведівській у сім'ї чорноморського козака, українець. У п'ятнадцять років розпочав військову службу на кордоні. Через 9 років за хоробрість і грамотність був переведений у чин хорунжого. У віці 35 років командував полком, який охороняв кордон по Кубані, і одночасно обіймав посади асесора і члена військової канцелярії Чорноморського козацького війська. 1842 року був призначений окружним штаб-офіцером Єйського військового округу. У 1851 р. він став членом Департаменту військових поселень у справах козацьких іррегулярних військ з правом голосу. Цього ж року Я. Г. Кухаренко імператорським указом призначений виконувачем обов'язків наказного отамана Азовського козацького війська. Через рік, у 1852 р., він знову був переведений у Чорноморське козацьке військо виконувачем обов'язків начальника штабу і наказного отамана. На останній посаді перебував до 1856 р. і був відправлений урядом у відставку.
П'ять років Я. Г. Кухаренко вів тихе, спокійне життя у власному хуторі, а у 1861 р. несподівано для себе був поставлений на чолі чорноморців, яких готували на переселення у західну частину Кавказького хребта. Викликаний у справах служби в Ставрополь, Кухаренко в ніч проти 19 вересня 1862 р. по дорозі був захоплений загоном абадзехів і 26 вересня помер у полоні від ран у невеликому гірському аулі під Майкопом. Синові Степану вдалося викупити тіло батька й поховати його біля собору на Катеринодарській площі.
Пам'ять про Я. Г. Кухаренка залишилася також і як про талановитого письменника та знавця життя і традицій запорожців та чорноморців. Збірник його розповідей українською мовою був виданий у 1880 р. і перевиданий празьким виданням у 1927 р. Протягом свого життя Я. Г. Кухаренко широко листувався з відомими діячами української та російської науки, літератури, культури. Двадцятилітня дружба Я. Г. Кухаренка з Т. Г. Шевченком породила цікаве і змістовне листування між ними. Згодом їхні листи частково опубліковано в журналах «Основа», «Зоря» та в катеринодарській газеті «Кубанські обласні відомості».

## Творчість
Автор поеми «Харько, запорозький кошовий» (1813), п'єси «Чорноморський побит на Кубані» (1836), етнографічних нарисів «Чабанський словник» (1861), «Пластуни» (1862), «Вівці й чабани в Чорноморї» (1862).
Окремі видання:
- Кухаренко Я. Вороний кінь. Чорноморський побит на Кубані… (Уривки) // Оліфіренко В. В., Чумаченко В. К. Козак Мамай. — Київ — Донецьк — Краснодар: Український культурологічний центр, 1998. — С. 82—89; 118—124.
- Кухаренко Я. Г. Чорноморський побит на Кубані (оперетта) // Основа. 1861. Ноябрь-декабрь. — СПб.: В тип. П. А. Кулиша, 1861. — С. 1-41.
- П'єса «Чорноморський побит на Кубані в 1794—1796 рр.». Музику до цього твору написали Я. Бігдай та П. Махровський;

## Спадщина Кухаренка
Найбільш відомим твором Якова Кухаренка стала п'єса «Чорноморський побит на Кубані». 1872 року видатний український композитор Микола Лисенко на основі цієї п'єси створив оперу «Чорноморці» (лібрето написав Михайло Старицький). Пісня козака Кабиці з цієї опери («Казав мені батько, щоб я оженився») набула великої популярності як народна українська пісня.

## Галерея

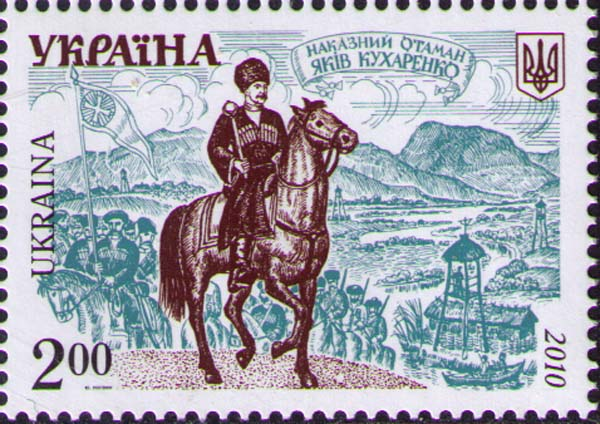
«Кухаренко Яків Герасимович», поштова марка України (2010)

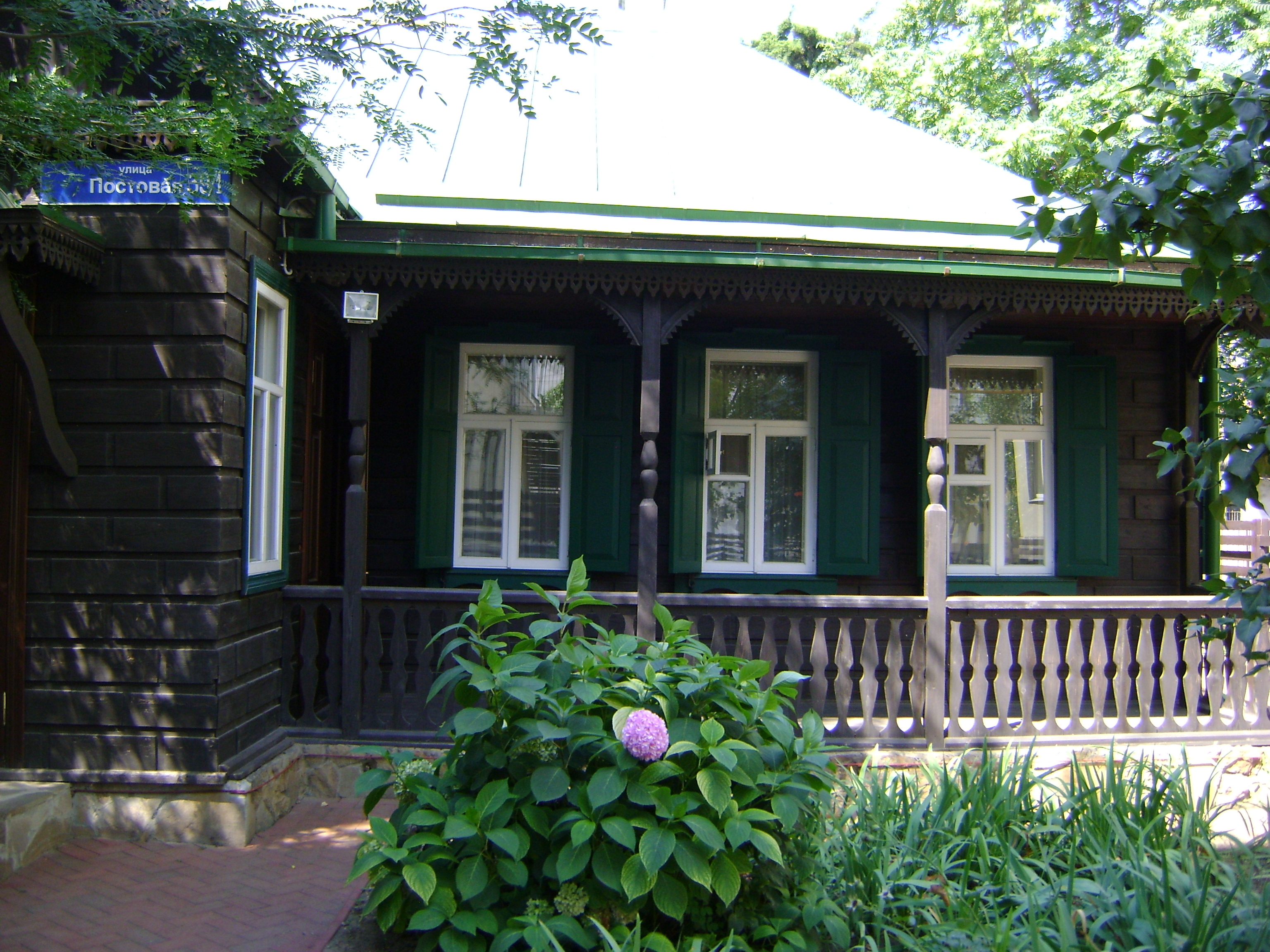
Хата Якова Кухаренка в Краснодарі[4].
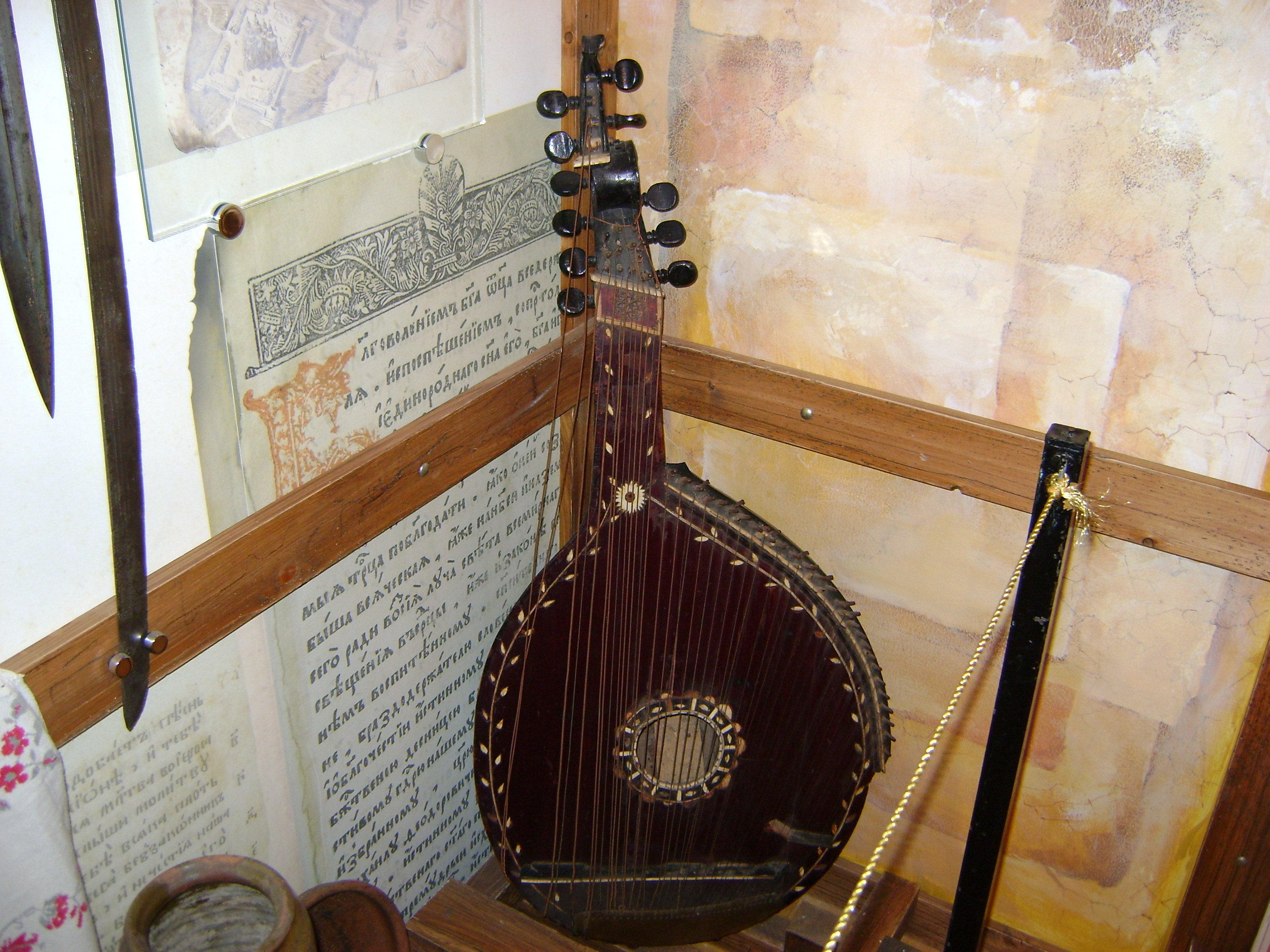
У хаті Якова Кухаренка.
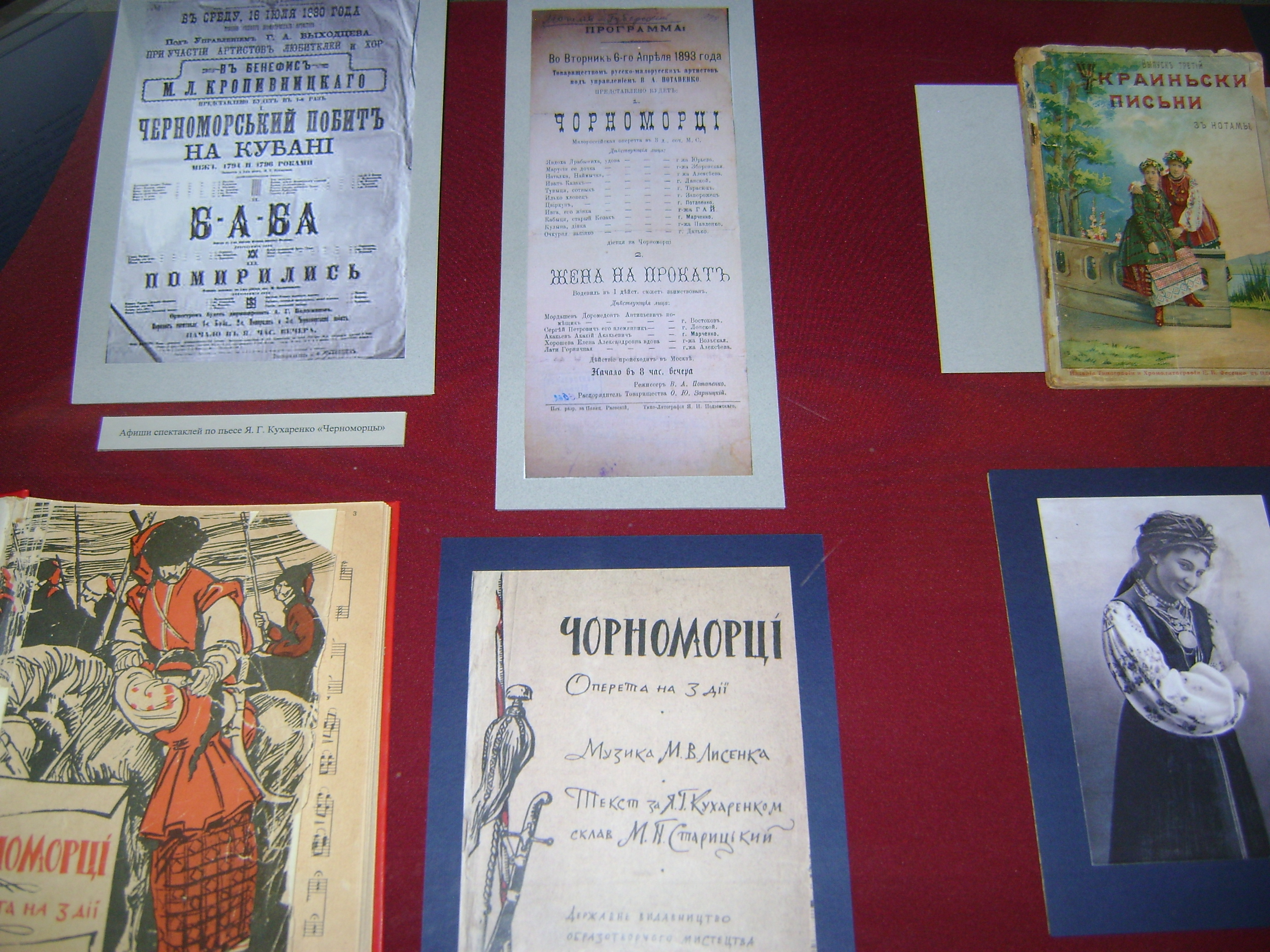
Українські твори Кухаренка.
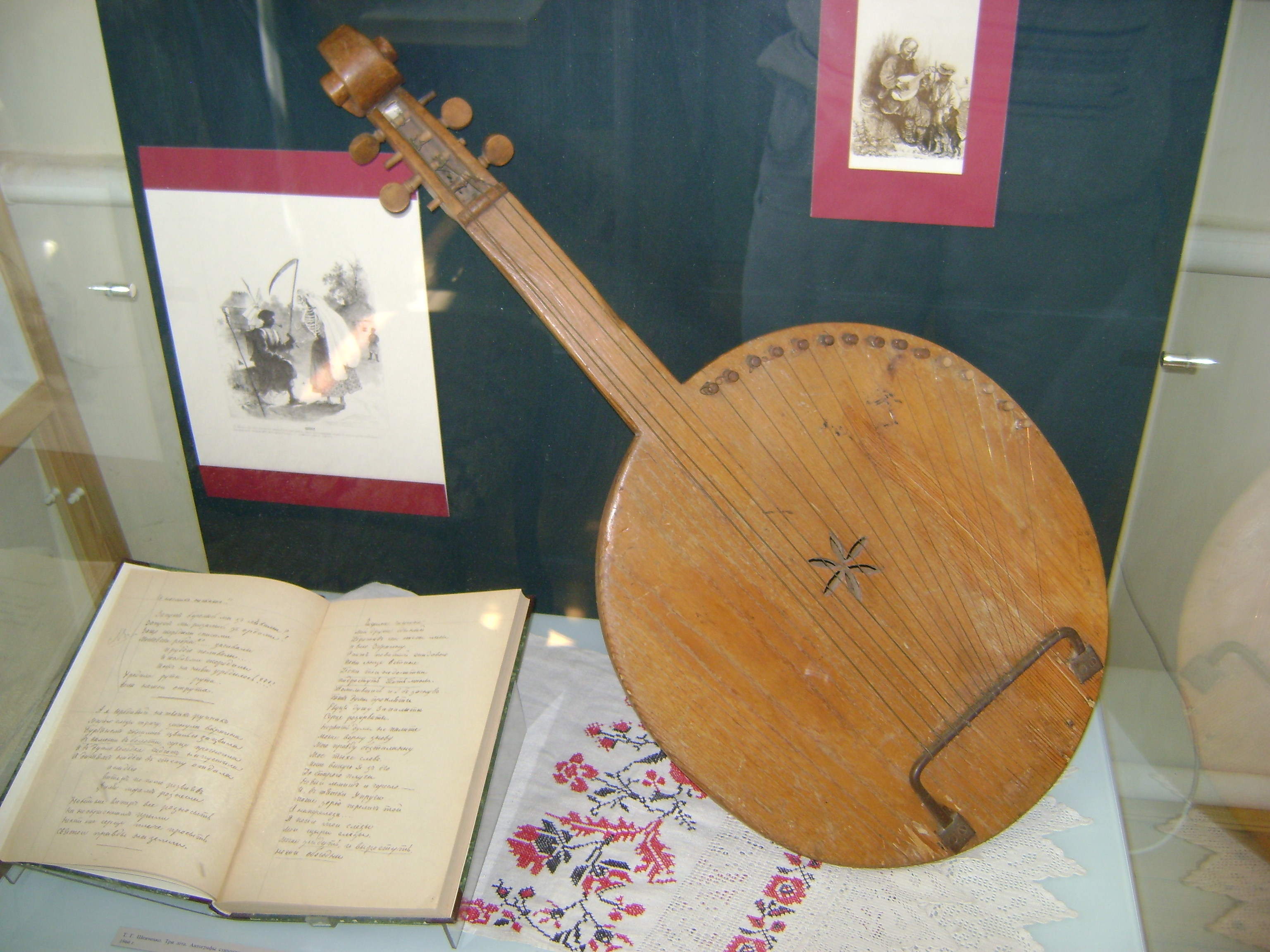
Кобза в музеї Кухаренка.
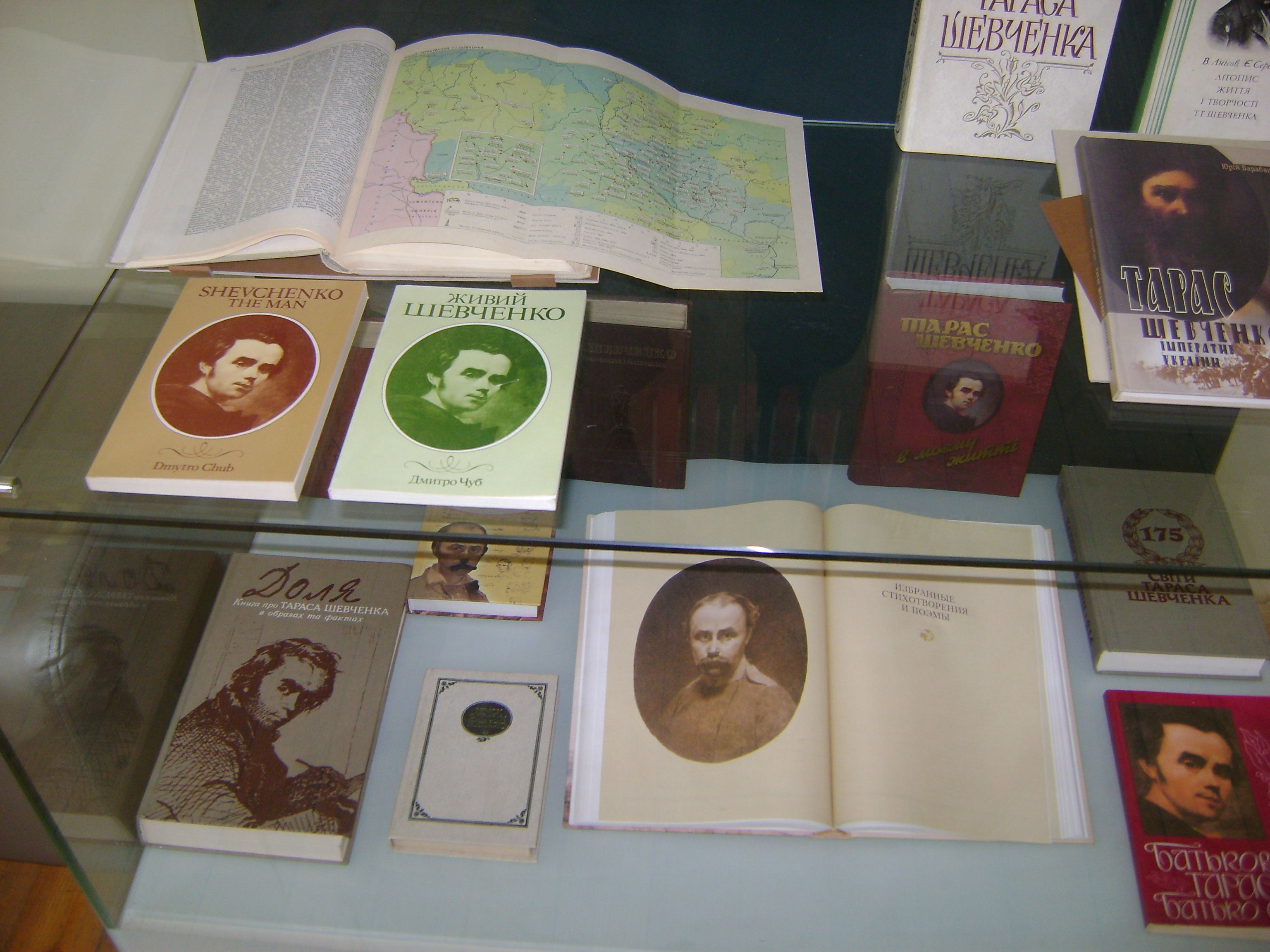
Шевченківський куточок музею.